# Charlot trovarobe
Charlot trovarobe (The Property Man) è un cortometraggio del 1914 scritto, diretto, montato e interpretato da Charlie Chaplin. Ispirato a uno sketch di Fred Karno, è il primo film a due rulli diretto da Chaplin, e viene spesso criticato per la sua brutalità. Prodotto dalla Keystone Pictures Studio, fu completato il 20 luglio 1914 e distribuito negli Stati Uniti dalla Mutual Film il 1º agosto, mentre in Italia fu trasmesso su Rai 1 il 29 giugno 1968 nel programma Oggi le comiche. In italiano è stato trasmesso in TV anche col titolo Dietro le quinte, mentre in inglese è noto anche come Charlie on the Boards, Hits of the Past, Props, Getting His Goat, The Rustabout e Vamping Venus.

## Trama
Charlot lavora come trovarobe in un teatro di vaudeville. All'arrivo degli artisti, ha delle difficoltà ad eseguire i compiti che gli vengono affidati, maltratta il suo anziano collega e cerca di sedurre la fidanzata e assistente del forzuto Garlico subendone le conseguenze. Quando poi inizia lo spettacolo, Charlot prima sale sul palco insieme alle ballerine Goo Goo Sisters facendo ridere il pubblico, poi sostituisce la fidanzata di Garlico durante la performance dell'uomo, dopo che la ragazza perde conoscenza durante un diverbio tra Charlot e il suo collega. Tuttavia la maldestrezza di Charlot trasforma anche questo numero in una scena comica, e quando Garlico scopre l'accaduto il vagabondo è costretto a sfuggire alle sue ire interrompendo la rappresentazione di un atto drammatico e innaffiando con un idrante tutto il cast, gli spettatori e il suo collega.

## Produzione
Il film ricevette delle critiche a causa di scene giudicate brutali, in particolare su come viene trattato l'attore anziano da Chaplin, prendendolo a strattoni e a calci.

## Distribuzione

### Data di uscita
Le date di uscita internazionali sono state:
- 1º agosto 1914 negli Stati Uniti
- 17 settembre 1915 in Spagna (Charlot regisseur)
- 1916 in Svezia (Chaplin som regissör)
- 7 dicembre 1921 in Finlandia (Kulissiapulainen)
- 19 dicembre in Danimarca (Chaplin som Festarrangør)